# Усыскино
Усыскино — село в Инсарском районе Мордовии в составе Нововерхисского сельского поселения.

## География
Находится на расстоянии примерно 7 километров по прямой на северо-восток от районного центра города Инсар.

## История
Упоминается с 1869 года как казённое село Потижский Острог из 166 дворов. Основано в середине XVII века. В 1939 года село переименовано в Усыскино в честь одного из членов экипажа стратонавтов И. Д. Усыскина, поднявшегося в 1934 году на стратостате «Осоавиахим-1» на высоту 22 км и потерпевшего аварию близ этого села.

## Население
| 1989 | 2002 | 2010 |
| ---- | ---- | ---- |
| 77   | ↘62  | ↘49  |

Постоянное население составляло 62 человека (русские 92 %) в 2002 году, 49 в 2010 году.